# 羅濟夫卡 (扎波羅熱區)
47°50′44″N 35°59′6″E / 47.84556°N 35.98500°E
羅濟夫卡（烏克蘭語：Розівка）是位於烏克蘭東南部的村莊，由扎波羅熱州扎波羅熱区的新米科萊夫卡市鎮負責管轄。該村面積3.31平方公里，海拔高度115米，2001年人口47，人口密度每平方公里14.2人。